# Nadezhda Smirnova
Pour les articles homonymes, voir Smirnova.
Nadezhda Smirnova, née le 22 février 1996 à Serguiev Possad, est une footballeuse russe évoluant au poste de Milieu de terrain. Elle évolue dans l'équipe du ZFK CSKA Moscou au sein du championnat de Russie féminin depuis 2016, et avec l'équipe nationale de Russie depuis la même année.

## Biographie
Elle participe aux éliminatoires de la Coupe du monde 2019 et marque 6 buts lors de la phase de groupe.